# Phil LaBatte
Philip William „Phil” LaBatte (Saint Paul, Minnesota, 1911. július 5. – Alexandria, Virginia, 2002. szeptember 6.) olimpiai bronzérmes amerikai            jégkorongozó.
A University of Minnesota első igazi nagy jégkorongozója volt. Háromszoros nyugati főcsoport győztes az egyetemi bajnokságban és 1934-ben csapatkapitány volt és ebben az évben végzett.
Az 1936. évi téli olimpiai játékokon, a jégkorongtornán, Garmisch-Partenkirchenban játszott az amerikai válogatottban. Az első fordulóban csak a második helyen jutottak tovább a csoportból, mert az olasz csapat legyőzte őket hosszabbításban. A németeket 1–0-ra, a svájciakat 3–0-ra verték. A középdöntőből már sokkal simábban jutottak tovább. Három győzelem és csak a svédek tudtak ütni nekik 1 gólt. A négyes döntőben viszont kikaptak Kanadától 1–0-ra és 0–0-t játszottak a britekkel, valamint megverték a csehszlovákokat 2–0-ra és így csak bronzérmesek lettek. 5 mérkőzésen játszott és nem ütött gólt.
Az olimpia után jégkorongbíró és rövid ideig profi játékos is volt. Később az amerikai kormánynak dolgozott.